# Marie Collonvillé

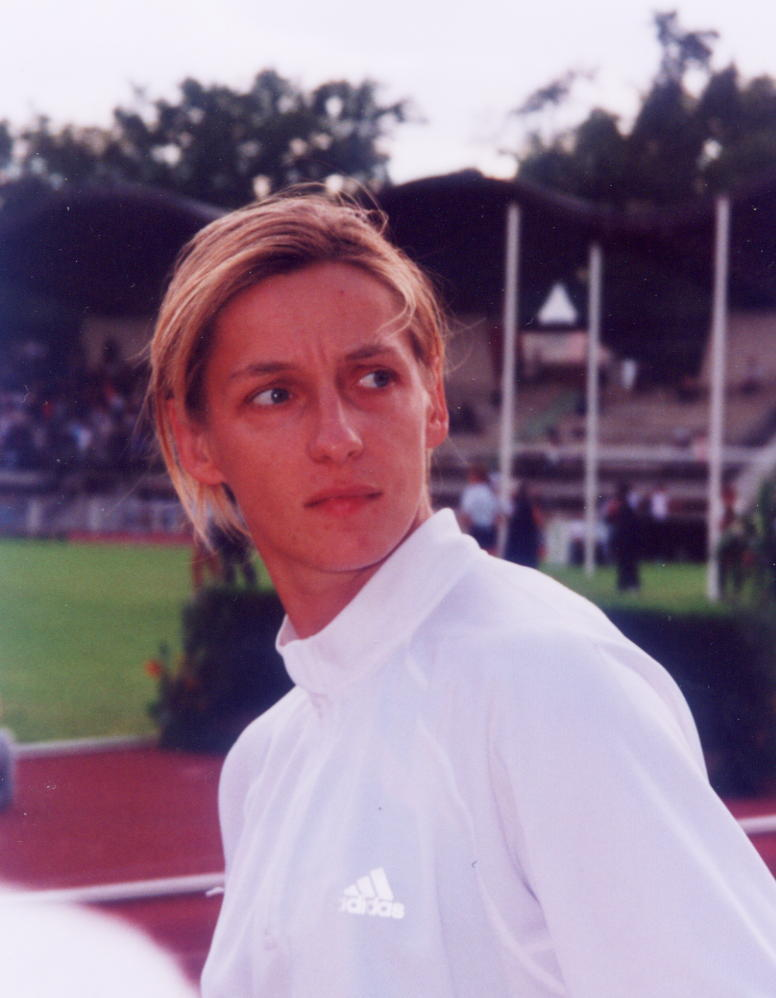
Marie Collonvillé

Marie Collonvillé (* 23. November 1973 in Amiens) ist eine ehemalige französische Leichtathletin. Ihr größter Erfolg war die Bronzemedaille im Fünfkampf bei den Hallenweltmeisterschaften 2003.

## Leben
Mit 5995 Punkten beim Europacup der Mehrkämpfer 1994 qualifizierte sie sich für ihre erste große Meisterschaft. Mit Platz 19 und 5697 Punkten im Siebenkampf bei den Europameisterschaften 1994 verlief ihr Einstand aber wenig erfolgreich. 1995 gewann sie ihren ersten Französischen Meistertitel und wurde Fünfte bei der Universiade. 1996 holte sie ihren ersten Hallentitel im Fünfkampf. Beim Europacup 1996 übertraf sie erstmals die 6000-Punkte-Marke und steigerte sich dann bei der französischen Meisterschaft auf 6143 Punkte, womit sie den zweiten Platz hinter Nathalie Teppe belegte.
1997 gewann sie den Landesmeistertitel in der Halle und draußen im Hochsprung. Bei den Hallenweltmeisterschaften 1997 wurde sie im Fünfkampf Achte. Im Siebenkampf belegte sie bei den Weltmeisterschaften 1997 in Athen den zwölften Platz. Bei der Universiade in Catania gewann sie Bronze im Siebenkampf und im Hochsprung. Ende der Saison 1997 schraubte sie beim Décastar in Talence ihre Bestleistung auf 6350 Punkte.
Bei den Halleneuropameisterschaften 1998 in Valencia belegte Collonvillé mit 4300 Punkten den fünften Platz, beim Europacup gewann sie mit 6215 Punkten und in Budapest bei den Europameisterschaften 1998 wurde sie Achte mit 6218 Punkten. 1999 wurde sie zum zweiten Mal französische Meisterin im Siebenkampf. Bei den Weltmeisterschaften 1999 in Sevilla erreichte sie mit 6188 Punkten den neunten Platz.
Nach drei verletzungsbedingt schwachen Saisons mit einem elften Platz und 5887 Punkten bei den Weltmeisterschaften 2001 in Edmonton als einziger Platzierung wurde sie 2003 französische Hallenmeisterin. Bei den Hallenweltmeisterschaften 2003 in Birmingham gewann sie mit persönlicher Bestleistung von 4644 Punkten die Bronzemedaille hinter Carolina Klüft und Natallja Sasanowitsch. Bei ihrer ersten Olympiateilnahme, den Olympischen Spielen in Athen belegte sie mit 6279 Punkten den siebten Platz. Eine Woche später stellte sie in Talence mit 8150 Punkten einen Weltrekord im Zehnkampf für Frauen auf.
Bei den Halleneuropameisterschaften 2005 wurde sie Sechste mit 4538 Punkten. In der Freiluftsaison gewann sie bei den Mittelmeerspielen mit 6017 Punkten. Bei den Weltmeisterschaften 2005 in Helsinki belegte sie mit 6248 Punkten den sechsten Platz. 2006 wurde Collonvillé zum dritten Mal Französischen Hallenmeisterin im Fünfkampf. Bei den Weltmeisterschaften 2007 in Osaka erreichte sie mit 6244 Punkten den neunten Platz.
Marie Collonvillé hat bei einer Körpergröße von 1,63 m ein Wettkampfgewicht von 55 kg.

## Bestleistungen
| 100-Meter-Hürdenlauf | 13,52 s     | (2000 in Talence)    |                                                     |
| Hochsprung           | 1,94 m      | (1997 in Catania)    |                                                     |
| Kugelstoßen          | 12,73 m     | (2006 in Talence)    | Beste Hallenleistung mit 12,87 m 2003 in Birmingham |
| 200-Meter-Lauf       | 24,71 s     | (1997 in Catania)    |                                                     |
| Weitsprung           | 6,67 m      | (2007 in Ōsaka)      |                                                     |
| Speerwurf            | 50,74 m     | (1997 in Talence)    |                                                     |
| 800-Meter-Lauf       | 2:10,90 min | (1999 in Sevilla)    |                                                     |
| Siebenkampf          | 6350 Punkte | (1997 in Talence)    |                                                     |
| Fünfkampf            | 4644 Punkte | (2003 in Birmingham) | in der Halle                                        |
| Zehnkampf            | 8150 Punkte | (2004 in Talence)    |                                                     |